# 辻麻希
辻 麻希（つじ まき、女性、1985年4月27日 - ）は、日本のスピードスケート選手である。開西病院所属。

## 来歴
北海道帯広市出身。6歳でスピードスケートを始め、中学3年次に出場した全国中学校スケート大会において、500mと1000mの二種目で優勝した。全日本ジュニアスピードスケート選手権大会において2位となり、世界ジュニアスピードスケート選手権大会の代表に選出された。白樺学園高等学校時代には全国高等学校スケート選手権大会スピード競技の1000mで三連覇を果たす。同校卒業後にISUワールドカップ日本代表に選出される。
2010年からISUワールドカップ・ディビジョンAに定着して競技を続け、2013年のソチオリンピック代表選考会において500mで2位、1000mで3位となりオリンピック出場を決めたが、2014年2月の同オリンピック500mでは9位となり入賞を逸した。
2014年10月の全日本スピードスケート距離別選手権大会500mにおいて、小平奈緒の6連覇を阻み初制覇した。

## 戦績
- 2010年
  - 全日本スプリントスピードスケート選手権大会 3位
  - アジア競技大会 500m 4位
  - ISUワールドカップ帯広大会 1000m 3位
- 2011年
  - 世界スプリントスピードスケート選手権大会 10位
  - 世界距離別スピードスケート選手権大会 500m 10位
  - 全日本スプリントスピードスケート選手権大会 2位
  - ISUワールドカップ（大会名不明）500m 準優勝
- 2012年
  - 世界距離別スピードスケート選手権大会 500m 10位
  - 全日本スプリントスピードスケート選手権大会 3位
- 2013年
  - 世界距離別スピードスケート選手権大会 500m 11位
  - 全日本スピードスケート距離別選手権大会 500m 3位
  - ソチオリンピックスピードスケート日本代表選手選考競技会 500m 2位、1000m 3位
- 2014年
  - 世界スプリントスピードスケート選手権大会 10位
  - ソチオリンピック 500m 9位、1000m 27位
  - 全日本スピードスケート距離別選手権大会 500m 優勝、1000m 2位

（出典:）

## 自己ベスト
| 距離  | タイム    | 年月日     | 開催都市           |
| ----- | --------- | ---------- | ------------------ |
| 500m  | 37秒70    | 2013/11/15 | ソルトレイクシティ |
| 1000m | 1分15秒38 | 2012/1/21  | ソルトレイクシティ |

（出典:）